# Philodromus alascensis
Philodromus alascensis är en spindelart som beskrevs av Eugen von Keyserling 1884. Philodromus alascensis ingår i släktet Philodromus och familjen snabblöparspindlar. Inga underarter finns listade i Catalogue of Life.